# Leonhardt-Consort

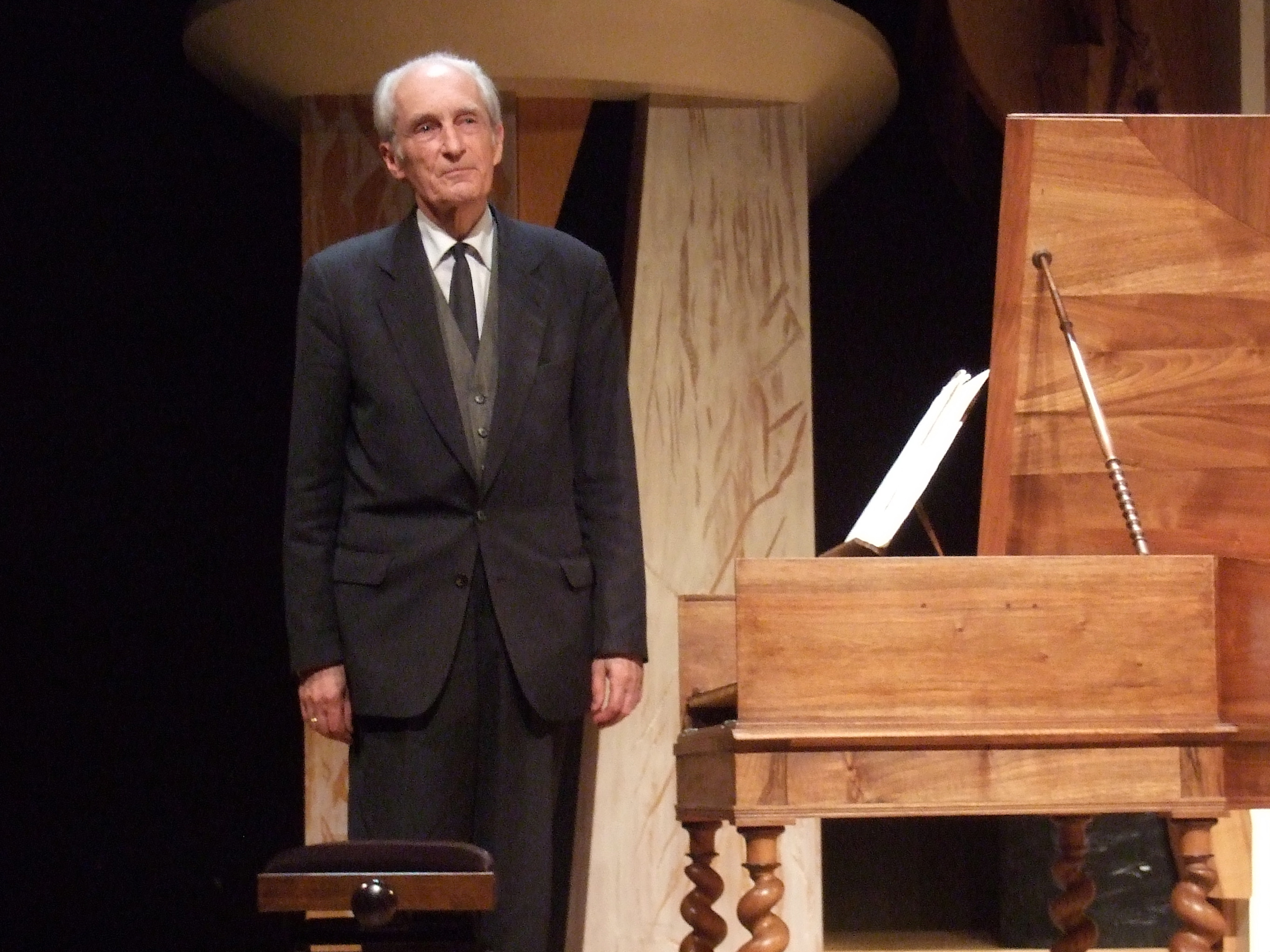
Gustav Leonhardt, Gründer und Leiter des nach ihm benannten Ensembles

Das Leonhardt-Consort war ein Barockorchester, das 1955 von Gustav Leonhardt gegründet wurde und in erweiterter Besetzung bis 1990 bestand. Den Kern des Ensembles bildeten Musiker aus den Niederlanden, die durch internationale Künstler ergänzt wurden. Das Ensemble spezialisierte sich auf die Musik des Barock in Historischer Aufführungspraxis. Bekannt wurde es durch die Einspielungen wenig aufgeführter barocker Kammermusik und die Gesamtaufnahme der Bachkantaten.

## Geschichte
Das Leonhardt-Consort wurde vorwiegend von Gustav Leonhardt geleitet. Vorausgegangen war 1954 eine Zusammensetzung mit fünf Instrumentalisten (Streichern und Holzbläsern) und einem Cembalo. Zu diesem Ensemble gehörten Gustav Leonhardt (Cembalo und Gambe) und seine Frau Marie Leonhardt (Violine), Kees Otten und seine Frau Marijke Ferguson (Blockflöten) sowie Hans Bol (Violoncello und Gambe). Von 1955 bis 1957 erfolgte die Umwandlung in ein reines Streicherensemble mit Cembalobegleitung. Es setzte sich aus dem Ehepaar Leonhardt, Antoinette van den Hombergh (Violine), Wim ten Have und Lodewijk de Boer (Viola) sowie Dijck Koster (Violoncello) zusammen, gelegentlich ergänzt um Jaap Schröder (Violine) und Alfred Deller (Countertenor).
Den Schwerpunkt des Repertoires bildeten zunächst frühbarocke Werke des 17. Jahrhunderts: Samuel Scheidt, Heinrich Ignaz Franz Biber und englische Komponisten wie Henry Purcell und William Lawes, selten gespielte oder etliche bis dahin unpublizierte Werke. Da es zu der Zeit nur ein kleines Publikum für die aufgeführte Musik gab, waren Museen, Galerien und Schlösser die ersten Veranstaltungsorte.
In einer zweiten Phase von 1957 bis um 1972 wurde das Kernensemble aus Streichern um weitere Musiker ergänzt. Auf dem Programm standen neben hochbarocken Werken von Johann Sebastian Bach, Georg Philipp Telemann und Domenico Scarlatti Musik von Claudio Monteverdi und Carl Philipp Emanuel Bach. Mit der wachsenden internationalen Bekanntheit von Gustav Leonhardt folgten Tourneen ins Ausland, größere Konzerte und Schallplattenaufnahmen. Eduard Melkus und Alice Harnoncourt (Viola) und ihr Mann Nikolaus Harnoncourt (Violoncello) sowie Michel Piguet (Oboe) traten mit dem Leonhardt-Consort auf. Später wurde Marie Leonhardt Konzertmeisterin und es entstand eine enge Zusammenarbeit mit Frans Brüggen, Anner Bylsma sowie den Brüdern Sigiswald Kuijken und Wieland Kuijken.
Zusammen mit dem Alarius Ensemble bildete das Leonhardt-Consort den Kern der 1972 gegründeten La Petite Bande, blieb in der erweiterten Form aber noch bis 1990 bestehen. Seit den 1970er Jahren stand die Musik Johann Sebastian Bachs im Mittelpunkt: Eine Gesamteinspielung seiner Cembalokonzerte, der Matthäus-Passion (Leitung: Johan van der Meer) und der Brandenburgischen Konzerte. In Kooperation mit dem Concentus Musicus Wien unter Leitung von Nikolaus Harnoncourt wurden von 1971 bis 1990 unter Mitwirkung verschiedener Solisten und Chöre sämtliche Kirchenkantaten Bachs bei Teldec eingespielt. Der Abschluss dieses Projekts markierte zugleich das Ende des Ensembles.